# از دو که حرف می‌زنم از چه حرف می‌زنم
از دو که حرف می‌زنم از چه حرف می‌زنم (走ることについて語るときに僕の語ること, What I Talk About When I Talk About Running) شرح حالی است از نویسنده ژاپنی، هاروکی موراکامی که در آن از علاقه و مشارکت خود در دویدن طولانی مدت می‌نویسد.

## بخش‌هایی از کتاب
- لطمه روحی، تاوانی است که هر شخصی باید بابت استقلال خود بپردازند.
- دویدن امتیازهای فراوانی فراوانی دارد. اول از همه، برای انجام آن نه به همراه احتیاج است و نه تجهیزات خاصی. همچنین به مکان خاص نیاز ندارد. در هر خیابان و جاده‌ای، فقط با یک جفت کفش ورزشی می‌توانید تا هر کجا که قلبتان اجازه می‌دهد، بدوید.
- ترک سیگار در واقع یکی از نتایج طبیعی دویدن‌های هر روزه به حساب می‌آمد.
- مهم‌ترین نکته‌ای که درمدرسه یادمی‌گیریم آن است که مهم‌ترین نکته‌ها را در مدرسه نمی‌توان یادگرفت.
- من فقط دو سه دلیل برای دویدن داردم. در حالی که دلایلم برای ندویدن بی حد و حصر است؛ بنابراین باید تا می‌توانم به آن دو سه دلیل بها بدهم.
- مهم‌ترین قابلیتی که یک رمان‌نویس باید از آن برخوردار باشد چیست؟ استعداد، تمرکز و استمرار و پایداری.
- روزی اگر سنگ قبری داشته باشم و بتوانم چیزی بر آن حک کنم، این‌ها را خواهم نوست: هاروکی موراکامی، نویسنده (و دونده) کسی که تا توانست راه نرفت.